# Ljubov Galkina
Ljubov Vladimirovna Galkina (ryska: Любовь Владимировна Галкина), född 15 mars 1973 i Alapajevsk, är en rysk sportskytt.
Hon tävlade i olympiska spelen 2000, 2004, 2008 och 2012. Bästa resultatet var en guldmedalj i gevär vid sommarspelen 2004 i Aten.